# Lieshan-Friedhöfe
Die Lieshan-Friedhöfe bzw. Lieshan-Gräber (chinesisch 烈山墓地, Pinyin Lièshān mùdì), gelegen im Kreis Nang Dzong der Stadt Nyingthri, Autonomes Gebiet Tibet, Volksrepublik China, stammen aus dem 7. bis 9. Jahrhundert.
Es handelt sich um Gräber aus der Zeit der Yarlung-Dynastie. 
Seit 2001 stehen sie auf der Denkmalliste der Volksrepublik China (5-181).